# الضوء في أغسطس (رواية)
الضوء في أغسطس هي رواية من عام 1932 للمؤلف الأمريكي من الجنوب ويليام فوكنر. تنتمي إلى أنواع الأدب القوطي والحداثة الأدبية.
تدور أحداث الرواية في الوقت الذي عاش فيه المؤلف، في فترة ما بين الحربين العالميتين، ترتكز الرواية على غريبين اثنين يصلان في أوقات مختلفة إلى جيفيرسون، مقاطعة يوكناباتا، ميسيسيبّي، وهي مقاطعة خيالية مأخوذة من مسقط رأس فوكنر، مقاطعة لافاييت بولاية ميسيسيبّي. تُركز الحبكة في البداية على لينا غروف، وهي امرأة حامل بيضاء من ألاباما تبحث عن والد طفلها غير المولود، ثم تنتقل إلى استكشاف حياة جو كريسماس، وهو رجل كان قد استقر في جيفيرسون ويُصنف على أنه أبيض، ولكنه يؤمن بصورة سرية بامتلاكه أصولًا سوداء. بعد سلسلة من استحضارات ذكريات الماضي التي تروي حياة كريسماس المبكرة، تستمر الحبكة بعيشه وعمله مع لوكاس بورتش، والد طفل لينا، الذي فرَّ إلى جيفيرسون وغيَّر اسمه عندما عَلم بأن لينا حامل. تُقتل جوانا بوردن، وهي المرأة التي كان كريسماس وبورتش يعيشان في منزلها، تنحدر هذه المرأة من إبطاليي يانكي المكروهين من قبل مواطني جيفيرسون. يُلقى القبض على بورتش في مسرح الجريمة ويَكشف بأن كريسماس كان على علاقة رومانسية معها وأنه كان أسودًا جزئيًا، ما يعني أنه مُذنب بجريمة قتلها. بينما يجلس بورتش في السجن ينتظر مكافأته لتسليمه كريسماس، يُساعد لينا بايرون بنش، وهو شخص أعزب خجول ذو طبع معتدل يقع في حبها. يسعى بنش للحصول على مساعدة منبوذ آخر في المدينة، الوزير السابق المذموم غايل هايتاور، لمساعدة لينا في الولادة وحماية كريسماس من الإعدام. بالرغم من رفض هايتاور للأخير، يهرب كريسماس إلى منزله، ويُطلَق عليه النار ويُخصى من قبل الحراس الحكوميين. يرتك بورتش البلدة دون مكافأته، وتنتهي الرواية برجل مجهول يسرد قصةً لزوجته حول بعض المسافرين المتطفلين الذين حملهم معه على الطريق إلى تينيسي، وهم امرأة مع طفل ورجلٌ لم يكن والد الطفل، كلاهما يبحثان عن زوج المرأة.
بأسلوب سرد حداثي غير منظم ورخوٍ مُستمد من الرمزية الأدبية في العصور الوسطى وسرد القصص الشفوي، يستكشف فوكنر مواضيع العرق، والجنس، والطبقية، والدين في الجنوب الأمريكي. عن طريق التركيز على الشخصيات المخالِفة والمنبوذة والمُهمشة في مجتمعها، يُصوِّر صراع الأفراد المغتربين اجتماعيًا ضد مجتمع تطهيري وقروي متحيز. كان تَقبُّل الرواية في البداية مختلطًا، مع انتقاد بعض المراجعين لأسلوب فوكنر وموضوعه. بالرغم من ذلك، مع مرور الوقت، أصبحت الرواية تُعتبر واحدةً من أهم الأعمال الأدبية لفوكنر وواحدةً من أفضل الروايات الإنجليزية للقرن العشرين.

## الحبكة

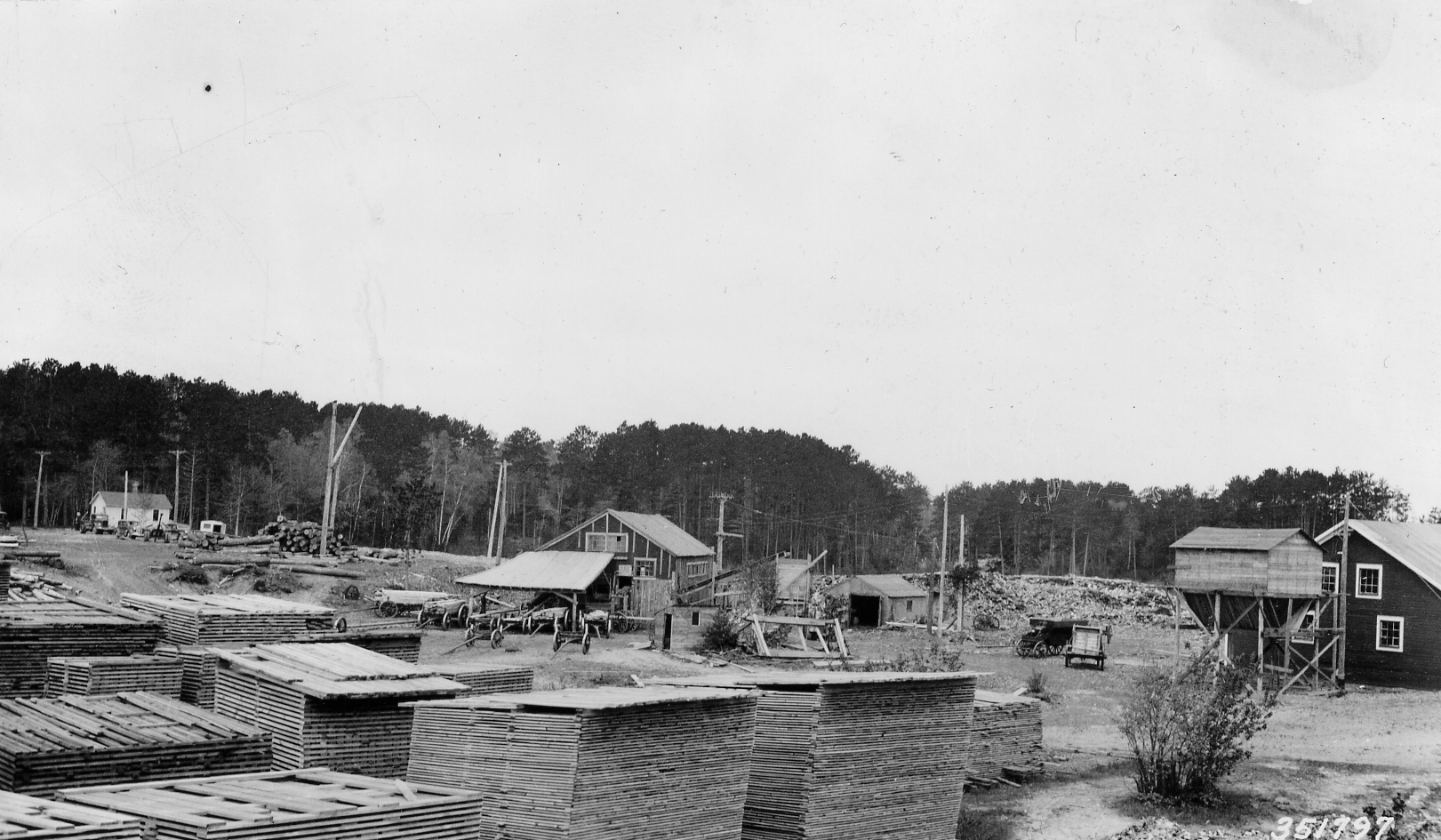
صورة لطاحونة تخطيط حقيقية في ثلاثينيات القرن الماضي، مماثلة لتلك التي تم تصويرها في الرواية.

تدور أحداث الرواية في الجنوب الأمريكي في ثلاثينيات القرن العشرين، خلال فترة حظر الكحوليات وقوانين جيم كرو التي شرَّعت الفصل العرقي في الجنوب. تبدأ مع رحلة لينا غروف، وهي امرأة شابة بيضاء حامل من دوينز ميل بولاية ألباما، تحاول غروف إيجاد لوكاس بورتش، والد طفلها غير المولود. كان قد طُرد من وظيفته في دوينز ميل وانتقل إلى ميسيسيبّي، واعدًا إياها بإرسال رسالة لها عند حصوله على وظيفة جديدة. أرغمها اختفاء بورش ومضايقتها من قِبل شقيقها الأكبر لحملها غير الشرعي على السفر متطفلةً إلى جيفرسون بولاية مسيسيبي، وهي بلدة في مقاطعة يوكناباتا الخيالية لفوكنر. تتوقع أن تجد لوكاس يعمل هناك في مشغل سحج ألواح خشبية آخر، وجاهزًا للزواج منها. يُشكك أولئك الذين ساعدوها في رحلتها لمدة أربعة أسابيع في احتمالية إيجاد لوكاس، أو في إمكانية وفائه بوعده عندما تلتقي به. عندما تصل إلى جيفيرسون، يكون لوكاس هناك، ولكنه غير اسمه إلى جو براون. تلتقي لينا اللطيفة، والمتيقنة ببايرون بونش الخجول، ذو الطبع المعتدل، الذي يقع في حب لينا ولكنه يشعر أن عليه مساعدتها في إيجاد جو براون بحكم الشرف. عميق التفكير ومتدين بشكل صامت، يتفوق بايرون على براون في كل النواحي ولكن خجله يمنعه من الكشف عن مشاعره للينا.
تنتقل الرواية بعد ذلك إلى الحبكة الثانية، قصة جو كريسماس شريك لوكاس بورش الذي غير اسمه وأصبح جو براون.
جو كريسماس الهارب منذ سنوات، عندما أصيب والده بالتبني أو ربما قتل. على الرغم من أن بشرة كريسماس فاتحة، إلا أن يشتبه فيه أنه من أصل أفريقي أمريكي. مستهلكا بغضب شديد، فهو منبوذ مرير يتجول بين مجتمع الأسود والأبيض، يثير باستمرار المعارك مع السود والبيض على حد سواء. يأتي كريسماس إلى جيفرسون قبل ثلاث سنوات من الأحداث المركزية للرواية ويحصل على وظيفة في المصنع حيث يعمل بايرون ولاحقا جو براون. العمل في المصنع هو غطاء لعملية تهريب كريسماس، هو أمر غير قانوني بموجب الحظر. فهو لديه علاقة جنسية مع جوانا بوردن، هي امرأة أكبر سنا منه تنحدر من عائلة كانت قوية في السابق من المدافعين عن عقوبة الإعدام والتي تحتقرها البلدة لأنها تصلي. على الرغم من أن علاقتهما عاطفية في البداية، الا ان جوانا تبدأ في سن اليأس وتتحول إلى الدين، الأمر الذي يحبط ويغضب كريسماس. في نهاية علاقتها بكريسماس، تحاول جوانا إجباره تحت تهديد السلاح على الركوع والصلاة. قتلت جوانا بعد فترة وجيزة، تم قطع حلقها وكاد أن يقطع رأسها.
تترك الرواية القراء غير متأكدين مما إذا كان جو كريسماس أو جو براون هو القاتل. براون هو الشريك التجاري لكريسماس في التهريب ويغادر منزل جوانا المحترق عندما يتوقف مزارع عابر للتحقيق وسحب جثة جوانا من النار. في البداية ما يشتبه فيه هو جو براون، وهو مطارد بعد أن ادعى براون أن كريسماس أسود. المطاردة غير مثمرة حتى كريسماس يأتي غير مخبأ في بوتستاون، هي بلدة مجاورة، إنه في طريق عودته إلى جيفرسون، ولم يعد يركض. في بوتستاون تم القبض عليه وسجنه، ثم نقل إلى جيفرسون. يصل أجداده إلى المدينة ويزورون جيل هايتاور، وزير البلدة السابق وصديق بايرون بانش. حاول بانش إقناع هايتاور بإعطاء جو كريسماس المسجون ذريعة، لكن هايتاور يرفض في البداية. على الرغم من أن جد كريسماس يريد إعدامه، إلا أن جدته تزوره في سجن جيفرسون وتنصحه بطلب المساعدة من هايتاور. بينما ترافقه الشرطة إلى المحكمة المحلية، يهرب كريسماس إلى منزل هايتاور. يتبعه الحارس الأبيض القاسي، بيرسي جريم، خلال احتجاج هايتاور، يطلق النار ويقذف كريسماس. بعد أن استرد نفسه أخيرا، تم تصوير هايتاور على أنه وقع في إغماء شبيه بالموت، حيث تومض حياته كلها أمام عينيه، بما في ذلك المغامرات السابقة لجده الكونفدرالي، الذي قتل أثناء سرقة الدجاج من سقيفة مزارع.
قبل محاولة هروب كريسماس، يسلم هايتاور طفل لينا في المقصورة حيث كان براون وكريسماس يقيمون قبل القتل، ويرتب بايرون أن يأتي براون لرؤيتها. براون يهجر لينا مرة أخرى، لكن بايرون يتبعه ويتحداه للقتال. يتفوق براون على باتش الأصغر والأكثر شجاعة، ثم يقفز بمهارة قطارا متحركا ويختفي. في نهاية القصة، يتحدث رجل مجهول مع زوجته عن شخصين غريبين اصطحبهما في رحلة إلى تينيسي، وروى أن المرأة أنجبت طفلا وأن الرجل ليس الأب. كان هذان لينا وبايرون، اللذان كانا يجريان بحثا فاترا عن براون، وفي النهاية تم إنزالهما في تينيسي.

## الشخصيات

### الشخصيات الرئيسية

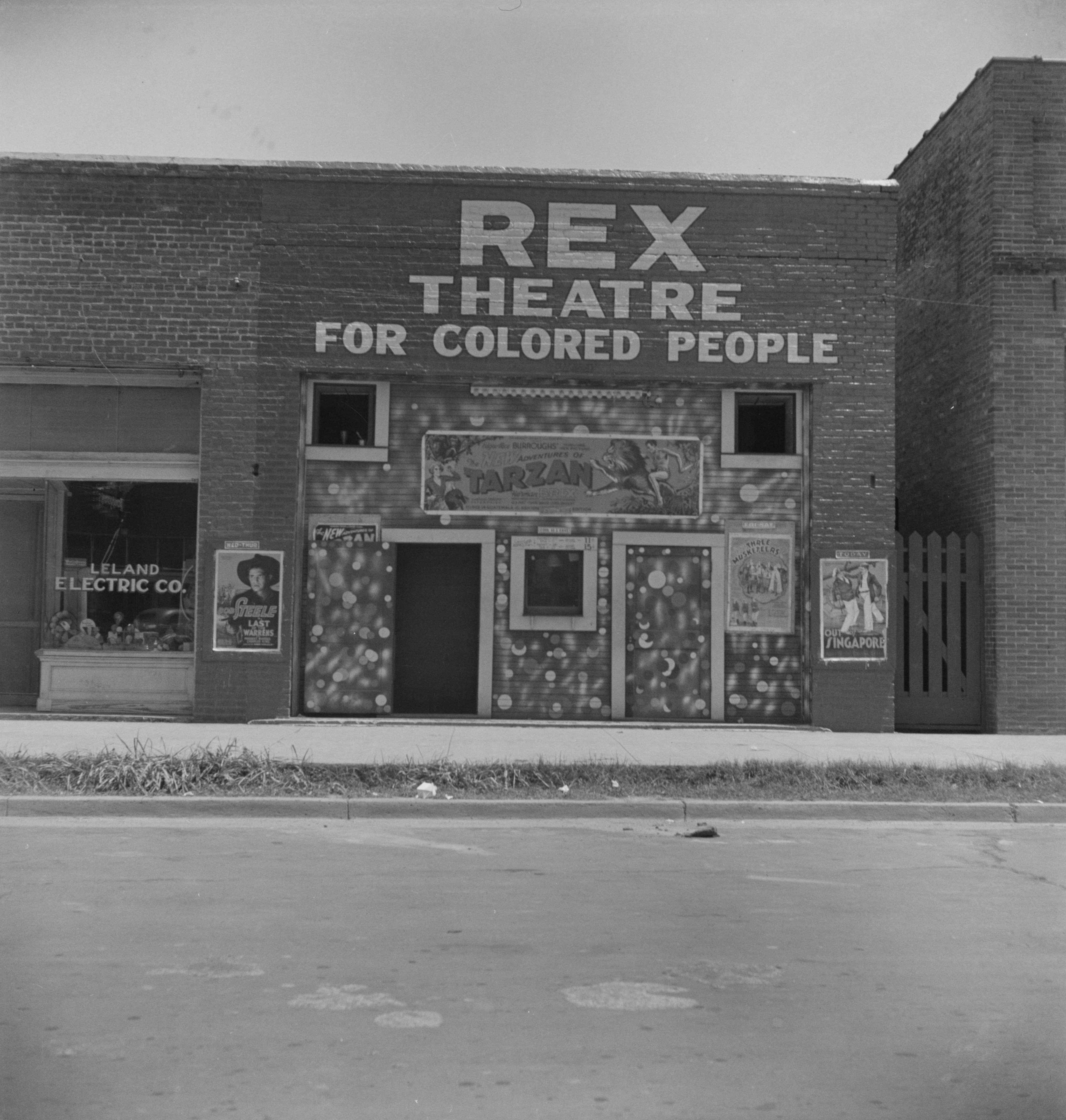
دار سينما منفصلة في ليلاند، ميسيسيبي عام 1937، نتيجة الفصل القانوني بين السود والبيض في الجنوب، يعيش جو كريسماس بين مجتمعين منفصلين عنصريًا.

- لينا جروف، امرأة شابة حامل من ألاباما سافرت إلى جيفرسون أثناء البحث عن لوكاس بورش، والد طفلها الذي لم يولد بعد.
- بايرون بانش، عازب يعمل في مطحنة التخطيط في جيفرسون، يلتقي مع لينا ويقع في حبها عندما وصلت إلى المدينة. قيل لها أن رجلا يدعى بانش يعمل في المصنع ويفترض أنه لوكاس بورش، لأن الاسم يبدو مشابها.
- جيل هايتور، الوزير السابق لجيفرسون، أجبر على التقاعد بعد اكتشاف أن زوجته كانت على علاقة غرامية في ممفيس وانتحرت. إنه صديق ومعلم لبايرون.
- لوكاس بورش أو جو براون، الشاب الذي أنجب طفل لينا في ألاباما وهرب عندما أخبرته أنها حامل. كان يعيش في جيفرسون مع جو كريسماس في مقصورة بممتلكات جوانا بوردن تحت اسم جو براون ويعمل مع كريسماس وبايرون في مطحنة التخطيط. هو أيضا مهرب.
- جو كريسماس، رجل جاء إلى جيفرسون قبل ثلاث سنوات من أحداث الرواية. يعيش في كوخ بممتلكات جوانا بوردن وله علاقة جنسية سرية معها. على الرغم من أن بشرته فاتحة ويتيم لا علم له بخلفية عائلته، إلا أنه يعتقد أن أحد والديه من أصل أفريقي أمريكي، قد جعله هذا السر متجولا بشكل معتاد. لقد تم توظيفه في مطحنة التخطيط حتى بدأ في جني الأرباح كمهرب.
- جوانا بوردن، الناجية الوحيدة في جيفرسون من عائلة من دعاة إلغاء عقوبة الإعدام من نيو إنجلاند الذين أتوا إلى جيفرسون بعد الحرب الأهلية. غير متزوجة، تعيش بمفردها في منزل مانور خارج جيفرسون، تنخرط سرا في علاقة جنسية مع جو كريسماس. قتلت على الأرجح على يد كريسماس، في بداية الرواية، وأحرق منزلها.

### الشخصيات الثانوية
- يوفيوس هاينز، جد جو كريسماس. يكره كريسماس ويهديه إلى دار للأيتام عندما يولد، يبقي بوابا هناك لمراقبة الصبي. في وقت لاحق، عندما سمع أن كريسماس يقام للاشتباه في قتل جوانا بيردين، سافر إلى جيفرسون مع زوجته وبدأ في تحريض حشد من الغوغاء لقتل كريسماس.
- السيدة هاينز، جدة جو كريسماس. لم ترى كريسماس مطلقا بعد ليلة ولادته تسافر إلى جيفرسون للتأكد من أن حفيدها لن يقتل بدون محاكمة، لأنها تريد رؤيته مرة أخرى قبل محاكمته بتهمة القتل.
- ميلي هاينز، والدة جو كريسماس المراهقة. حملت بعد تجربة مع عضو في سيرك متنقل تدعي أنه مكسيكي. ماتت أثناء الولادة بعد أن رفضت إيفيوس هاينز استدعاء طبيب لها.
- السيد ماكياتشيرن، الأب بالتبني لجو كريسماس. إنه مشيخي متدين يحاول غرس الدين في اليتيم الشاب الذي تبناه. إنه لا يوافق على عصيان كريسماس المتزايد، يفترض أنه قتل على يد ابنه بالتبني عندما كان الصبي يبلغ من العمر 18 عاما.
- السيدة ماكياتشيرن، والدة جو كريسماس بالتبني. تحاول حماية كريسماس، رغم أنه يكرهها ويبتعد عن محاولاتها للتعاطف معه.
- أخصائية التغذية، امرأة عملت في دار الأيتام حيث نشأ جو كريسماس. بعد أن رآها عن طريق الخطأ مع رجل في غرفتها، حاولت دون جدوى نقله إلى دار أيتام للسود بالكامل.
- السيد أرمستيد، رجل يأخذ لينا في طريقها إلى جيفرسون، يسمح لها بقضاء الليل في منزله، ثم يأخذها في رحلة إلى المدينة في عربته.
- السيدة أرمستيد، زوجة أرمستيد، التي تعطي لينا المال على الرغم من ازدراءها للشابة.
- بوبي، نادلة في مطعم في ممفيس يقع في حبها المراهق جو كريسماس ويقترح عليه في الليلة أن يقتل والده في رقصة محلية. تحتقره وتتركه.
- غافن ستيفنز، رجل متعلم ومحامي مقاطعة يعيش في جيفرسون ويقدم تعليقا على بعض الأحداث في نهاية الرواية.
- بيرسي جريم، قائد الحرس الوطني للولاية الذي قتل جو كريسماس وخصمه.

## الأسلوب والهيكل

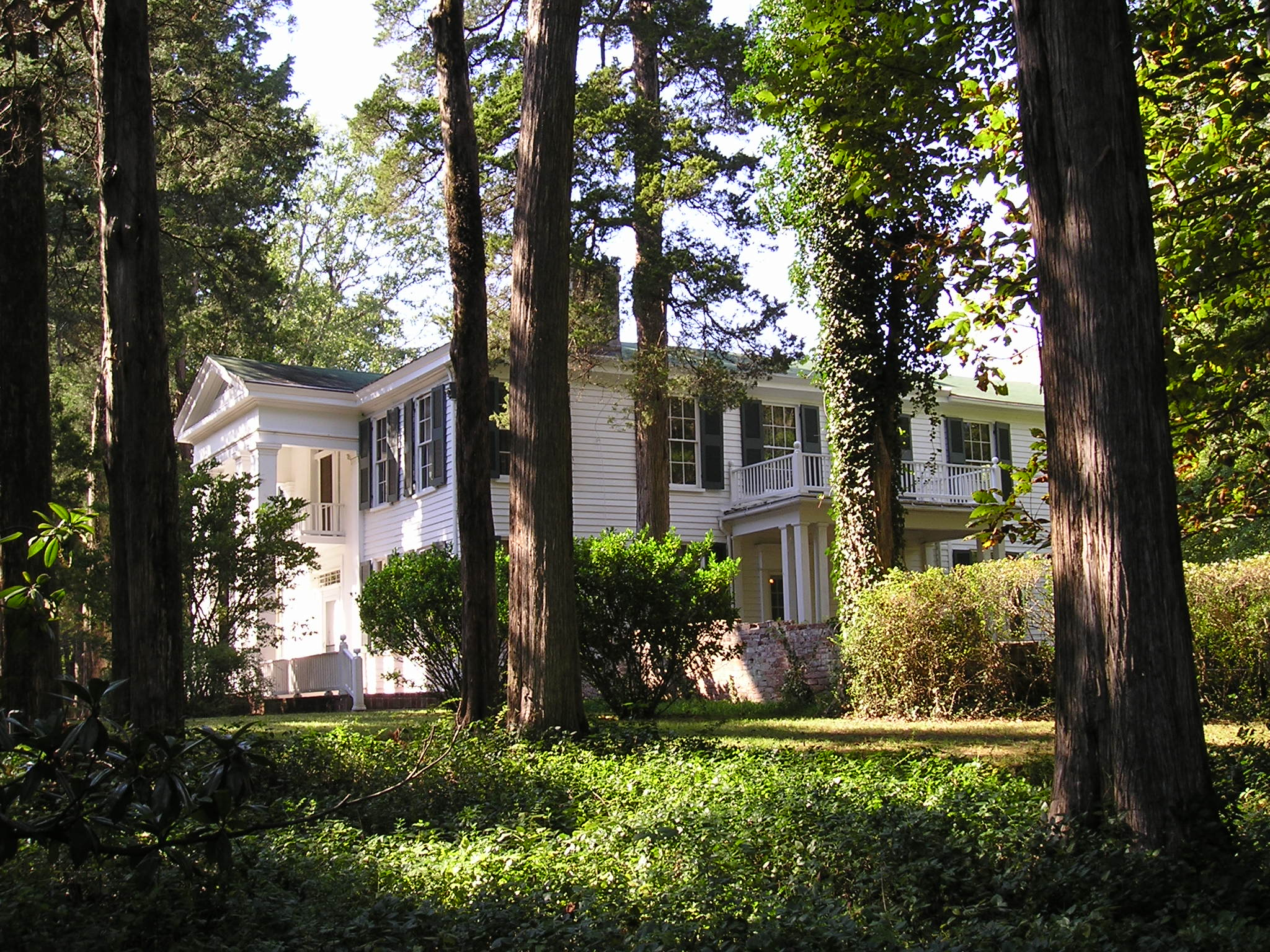
منزل روان أوك فولكنر في أكسفورد، ميسيسيبي، حيث كتب الرواية، وبناءً على ملاحظة غير رسمية من زوجته إستل، تم تغيير الاسم من «البيت المظلم» إلى النور في أغسطس.

نظرا للعنيف وهوسه بأشباح الماضي، يرى كارسون مكولرز وكتاب جنوبيين مثل كونور وترومان كابوتي أن رواية الضوء في أغسطس تتميز بأنها رواية قوطية جنوبية، هو النوع الذي يتجسد أيضا في أعمال وليام فولكنر المعاصرة، ومع ذلك، يرى نقاد مثل ديان روبرتس وديفيد آر جارواي استخدام فولكنر للأنواع الأدبية القوطية الجنوبية، مثل منزل المزرعة المتهدم والتركيز على الغموض والرعب، تعليق عصري واعي بذاته على علاقة الإنسان المشوهة بالماضي واستحالة تحديد الهوية الحقيقية.
وفقا لدانييل جوزيف سينغال، تطور أسلوب فولكنر الأدبي تدريجيا من العصر الفيكتوري في القرن التاسع عشر إلى الحداثي، مع ترابط رواية الضوء في أغسطس بقوة في التقليد الأخير. الرواية هي سمة من سمات افتتان الحداثيين بالأقطاب، النور والظلام، الخير والشر، عبء التاريخ على الحاضر، انشقاق الهوية الشخصية. تنقسم الحبكة أيضا إلى تيارات مزدوجة، يركز أحدهما على لينا جروف والآخر على جو كريسماس، هي تقنية استمر فولكنر في استخدامها في أعمال أخرى. لم يتم تنظيم السرد في أي ترتيب معين، لأنه غالبا ما يتم مقاطعته من خلال ذكريات الماضي الطويلة ويتحول باستمرار من شخصية إلى أخرى. هذا النقص في التنظيم والاستمرارية السردية كان ينظر إليه بشكل سلبي من قبل بعض النقاد. كما هو الحال في رواياته الأخرى، يستخدم فولكنر عناصر من رواية القصص الشفوية، مما يسمح للشخصيات المختلفة بإعطاء صوت للسرد بلغتهم الجنوبية المميزة. على عكس بعض روايات مقاطعة يوكناباتافها الأخرى، لا تعتمد رواية الضوء في أغسطس فقط على سرد تيار الوعي، لكنه يتضمن أيضا حوارا روائيا كلي المعرفة من منظور الشخص الثالث الذي طور القصة.

## العنوان
يشير العنوان إلى نار المنزل التي تقع في قلب القصة. تدور الرواية بأكملها حول حدث واحد، هو النار التي يمكن رؤيتها لأميال حولها وتحدث في أغسطس.
تكهن بعض النقاد بأن معنى العنوان مستمد من الاستخدام العامي لكلمة خفيف ليعني الولادة، يستخدم عادة لوصف متى ستلد بقرة وتكون خفيفة مرة أخرى. ويربط ذلك بحمل لينا. يتحدث عن اختياره اللقب، نفى فولكنر هذا التفسير وقال:
في شهر أغسطس في ولاية ميسيسيبي، هناك بضعة أيام في مكان ما في منتصف الشهر عندما يكون هناك فجأة نذير السقوط، يكون الجو باردا، كما لو أنه لم يأت من اليوم فقط ولكن من الخلف في العصور الكلاسيكية القديمة. قد تحتوي على الآلهة وألهة من اليونان ومن أوليمبوس في مكان ما. يستمر ليوم أو يومين فقط ثم يختفي. ذكرني العنوان في ذلك الوقت، بإشراق أقدم من حضارتنا المسيحية.
داخل الرواية نفسها، يلمح العنوان إلى عندما يجلس جيل هايتور في نافذة مكتبه في انتظار رؤيته المتكررة للغارة الأخيرة لجده. تحدث الرؤية دائما في تلك اللحظة عندما يخفق كل الضوء من السماء ويكون الليل باستثناء ذلك الضوء الخافت الذي تعلق عليه أوراق الشجر والنباتات بالنهار، مما يجعل القليل من الضوء على الأرض على الرغم من حلول الليل نفسه. القصة التي أصبحت في النهاية رواية، بدأها فولكنر في عام 1931، كانت في الأصل بعنوان البيت المظلم وبدأت بجلوس هايتور على نافذة مظلمة في منزله. مع ذلك، بعد ملاحظة عابرة من زوجته إستل حول جودة الضوء في أغسطس، قام فولكنر بتغيير العنوان.

## المواضيع

### الاغتراب
جميع الأبطال في الرواية هم غير أكفاء ومنبوذين اجتماعيين محاطين بمجتمع ريفي غير شخصي وعداء إلى حد كبير، الذي يتم تمثيله مجازيا من خلال شخصيات ثانوية أو مجهولة. يلاحق شعب جيفرسون جوانا بوردن والقس هايتور لسنوات، في محاولة فاشلة لحملهما على مغادرة المدينة. على الرغم من قبول بايرون بانش في جيفرسون، إلا أنه لا يزال ينظر إليه على أنه لغز أو يتم التغاضي عنه ببساطة. يعتبر كل من جو كريسماس ولينا أيتاما وغرباء في المدينة ومنبوذين اجتماعيين، على الرغم من أن كريسماس يجذب الغضب والعنف من المجتمع، بينما ينظر إلى لينا باحتقار ولكنه يتلقى مساعدة سخية في رحلاتها. وفقا لكلينث بروكس، فإن هذا التعارض بين جو ولينا هو انعكاس رعوي للطيف الكامل للاغتراب الاجتماعي في المجتمع الحديث.

### حكاية مسيحية
هناك مجموعة متنوعة من أوجه التشابه مع الكتاب المقدس المسيحي في الرواية. تذكرنا حياة وموت جو كريسماس بآلام المسيح ولينا وطفلها اليتيم بالتوازي مع مريم والمسيح، يعمل بايرون بانش كشخصية يوسف. يمكن العثور على الصور المسيحية مثل الجرة والعجلة والظل في كل مكان.
تحتوي رواية الضوء في أغسطس على 21 فصلا، كما هو الحال في إنجيل القديس يوحنا. كما أشارت فيرجينيا ف. كل فصل في فولكنر يتوافق مع موضوعات في جون. على سبيل المثال، ترديدا لصدى جون الشهير، في البداية كانت الكلمة عند الله، هو إيمان لينا والإصرار في كلمة لوكاس، الذي هو الأب في النهاية. يوحنا 5 شفاء الرجل الأعرج عن طريق الغمر، يتردد صدى كريسماس الذي غمر مرارا في السوائل. يتردد صدى التعليم في الهيكل في يوحنا 7 من خلال محاولات مكاتشيرن لتعليم كريسماس تعليمه المسيحي. يحدث الصلب في يوحنا 19، وهو نفس الفصل الذي ذبح فيه كريسماس وخصى. مع ذلك، فإن المراجع المسيحية مظلمة ومقلقة، من الواضح أن لينا ليست عذراء، وكريسماس قاتل غاضب، يمكن أن ينظر إليها بشكل أكثر ملاءمة على أنها أصنام وثنية تعبد بالخطأ كقديسين.

### العرق والجنس
يعتبر فوكنر أحد أبرز الكتاب الأمريكيين حول العرق في الولايات المتحدة، غالبا ما تستكشف رواياته، بما في ذلك الضوء في أغسطس، الهوس المستمر بالدم والعرق في الجنوب الذي انتقل من حقبة ما قبل الحرب إلى القرن الحادي والعشرين. كريسماس ذو بشرة فاتحة ولكن الناس الذين يقابلهم ينظر إليهم على أنه أجنبي، الأطفال في دار الأيتام التي نشأ فيها يطلقون عليه اسم الزنجي. يبدأ الفصل السادس بجملة يستشهد بها كثيرا، الذاكرة تؤمن قبل أن تتذكر يتذكر، يقدم سردا لكريسماس الذي يبلغ من العمر خمس سنوات بين زي الدنيم للأطفال الآخرين. إن أول إشارة إليه لم تكن من قبل هؤلاء الأطفال ولكن من قبل اخصائية التغذية التي أعطته دولارا حتى لا يخبرنا عن مغامرتها الغرامية مع طبيب متدرب. ومع ذلك، يجب أن يسقط الشك على جد كريسماس المختل الذي وضعه في دار الأيتام ويبقى كرجل غلاية.
ربما يكون هو الذي يهمس الكذبة عن أصول الطفل الصغير للأطفال الآخرين. لهذا السبب، يركز جو كريسماس على فكرة أن لديه بعض الدم الأمريكي الأفريقي، هو ما لم يؤكده فولكنر أبدا، يعتبر أبوه خطيئة أصلية لطخت جسده وأفعاله منذ ولادته. بسبب صراعه المهووس مع هويته التوأم، أبيض وأسود، يعيش كريسماس حياته دائما على الطريق. سر سواده هو السر الذي يمقته كما يعتز به. غالبا ما يخبر الأشخاص البيض عن طيب خاطر أنه أسود من أجل رؤية ردود أفعالهم المتطرفة ويصبح عنيفا عندما تتفاعل امرأة شمالية بيضاء بلا مبالاة. على الرغم من أن كريسماس مذنب بارتكاب جرائم عنيفة، إلا أن فولكنر يؤكد أنه يخضع لتأثير قوى اجتماعية ونفسية خارجة عن إرادته وتجبره على إعادة تمثيل جزء من القاتل الأسود الأسطوري والمغتصب من تاريخ الجنوب.
يجسد كريسماس كيف أن الوجود خارج التصنيف، كونه ليس أسود ولا أبيض، ينظر إليه على أنه تهديد من قبل المجتمع لا يمكن التصالح معه إلا بالعنف. كما ينظر إليه على أنه ليس ذكرا ولا أنثى، تماما مثل جوانا بيردين، التي تصورها فولكنر على أنها ذكورية، هي أيضا ليست ذكرا ولا أنثى ومرفوضة من قبل مجتمعها. بسبب هذا، لخص أحد النقاد الأوائل إلى أن السواد والنساء كانا التوأم الغاضب من فولكنر في عمق جنوب النفايات الأرض وعكس عداء فولكنر تجاه الحياة.
ومع ذلك، في حين ينظر إلى النساء والأقليات على حد سواء على أنهم تخريبيون ويقيدهم المجتمع الأبوي الموضح في الرواية، فإن لينا غروف قادرة على السفر بأمان والحصول على رعايتها من قبل الأشخاص الذين يكرهونها ولا يثقون بها، لأنها تلعب دورا تقليديا. حكم أن الرجال مسؤولون عن صحة المرأة. وبالتالي، فهي الغريب الوحيد الذي لم ينفره شعب جيفرسون ويدمره، لأن المجتمع يعترف بها على أنها تجسيد للطبيعة والحياة. هذه النظرة الرومانسية للمرأة في الرواية تفترض أن الرجال فقدوا ارتباطهم البريء بالعالم الطبيعي، بينما تمتلكه النساء غريزيا.

### الطبقية والدين
في رواية الضوء في أغسطس، كما هو الحال في معظم الروايات الأخرى التي تدور أحداثها في مقاطعة يوكناباتافها، يركز فولكنر بشكل أساسي على البيض الفقراء، من كلا الطبقتين العليا والدنيا، الذين يكافحون من أجل البقاء في ظل اقتصاد ما بعد الحرب المدمر في الجنوب. الشخصيات في فيلم الضوء في أغسطس، معظمهم من الطبقات الدنيا، باستثناء القس هايتاور وجوانا بيردين، متحدون بالفقر والقيم البيوريتانية التي تجعلهم ينظرون إلى أم غير متزوجة مثل لينا جروف بازدراء. يظهر فولكنر تقييد وعدوانية حماستهم المتزمتة، التي تسببت في تشوههم في نضالهم ضد الطبيعة.

## الاستقبال
عندما نشرت الرواية لأول مرة عام 1932، كانت ناجحة إلى حد ما. تمت طباعة 11000 نسخة في البداية، طبع أربع نسخ بحلول نهاية العام، على الرغم من عدم بيع عدد كبير من النسخ من الطبعة الرابعة بحلول عام 1936. في عام 1935، قام موريس كويندرو بترجمة الرواية إلى الفرنسية. في نفس العام، تمت ترجمتها إلى الألمانية مع العديد من روايات وقصص فولكنر الأخرى. قوبلت هذه الأعمال في البداية بموافقة الرقباء النازيين وحظيت باهتمام كبير من النقاد الأدبيين الألمان، لأنهم افترضوا أن فولكنر كان زراعيا محافظا يصور بشكل إيجابي النضال من أجل النقاء العرقي، لكن بعد فترة وجيزة، حظر النازيون أعمال فولكنر، وأعاد النقد الألماني بعد الحرب تقييمه باعتباره إنسانيا مسيحيا متفائلا. لم تكن كتب فولكنر متوفرة في ألمانيا حتى عام 1951 لأن رقباء الجيش الأمريكي لم يوافقوا أيضا على عمله.
وفقا لمايكل ميلجيت، على الرغم من أن رواية الضوء في أغسطس لا تعتبر عادة أفضل روايات فولكنر، إلا أن تم الاعتراف بها مبكرا على أنها نص رئيسي مركزي لأي فهم أو تقييم لمسيرته المهنية ككل. من النقاد الأمريكيين الأوائل، معظمهم من الشماليين الحضريين الذين اعتبروا الجنوب متخلفا ورجعيا، ركزوا على ابتكار فولكنر التقني في مجال السرد لكنهم أغفلوا أو تجاهلوا التفاصيل الإقليمية وترابط الشخصيات والإعداد لأعمال أخرى من قبل المؤلف.
رأى بعض المراجعين تقنيات فولكنر السردية ليست ابتكارات ولكن أخطاء، حيث قدموا توصيات فولكنر حول كيفية تحسين أسلوبه ووجهوا له اللوم على حيله الحداثية الأوروبية. كما استاء النقاد من العنف المصور في الرواية، ووصفوه بازدراء بأنه خيال قوطي، على الرغم من حقيقة أن الإعدام خارج نطاق القانون كان حقيقة واقعة في الجنوب. على الرغم من هذه الشكاوي، ظهرت الرواية بشكل إيجابي بسبب عنفها وموضوعاتها المظلمة، حيث كان ذلك على النقيض من الأدب الجنوبي العاطفي والرومانسي في ذلك الوقت.
في عام 1998، صنفت المكتبة الحديثة رواية الضوء في أغسطس على قائمتها لأفضل 100 رواية باللغة الإنجليزية في القرن العشرين. بالإضافة إلى ذلك، أدرجت مجلة تايم الرواية في أفضل 100 رواية باللغة الإنجليزية من 1923 إلى 2005.

## للمزيد من القراءة
- جوكو ، ريستو (2016). الثقافة والترجمة والتناص: إعادة قراءة استكشافية للعناصر الثقافية والدينية الجنوبية في ضوء ويليام فولكنر في أغسطس وترجماتها باللغة الفنلندية- هلسنكي: جامعة هلسنكي.

## وصلات خارجية
- الضوء في أغسطس، الصفحة الباهتة (كندا).

| سبقه الملاذ | روايات حدثت في مقاطعة يوكناباتافها | تبعه أبشالوم! أبشالوم! |